# 視頻助理裁判

视频助理裁判的标志

影像輔助裁判（英語：Video assistant referee，縮寫：VAR），是指在足球比賽中透過即時回放與通訊系統協助主球證控制比賽的助理裁判。影像輔助裁判現時並非在比賽球例上強制性執行，但目前國際足球協會理事會（IFAB）在部份賽事中進行測試。IFAB已經決定於2018年更新之比賽球例中正式加入VAR。

## 情況
在下列四種情況下可以進行影像重播：
入球是否有效
- 攻方球隊在建立攻勢時的犯規或獲得入球，包括（手球、犯規、越位等）
- 入球前比賽已經因皮球離開比賽場地而暫停
- 決定入球是否有效
- 守門員及/或主射者在執行點球過程中的犯規；又或皮球從門柱、橫楣或守門員反彈出來，攻方或守方球員觸犯入侵犯規，演變成直接參與賽事的情況

是否應該判罰點球
- 點球事件發生前攻方球隊在建立攻勢時的犯規（手球、犯規、越位等）
- 點球事件發生前比賽已經因皮球離開比賽場地而暫停
- 犯規地點（罰球區內或外）
- 錯誤地判罰點球
- 沒有判罰點球

直接紅牌（非兩黃一紅情況）
- 破壞明顯入球機會（尤其是關於犯規位置和其他球員位置）
- 嚴重犯規（或魯莽衝撞）
- 兇暴行為、向其他人吐唾沫或咬人
- 作出極度冒犯、侮辱及/或辱罵姿勢

錯誤確認身份（紅或黃牌）
- 如裁判員判罰一犯規及發出黃牌或紅牌予錯誤的犯規（被判罰）球隊球員時，犯規球員的身份可被覆檢；除非關於入球、點球事件或直接紅牌情況，否則該實際犯規動作不能被覆檢。

## 程序
用以推翻裁判原來的判決的準則是發生了「清晰及明顯失誤」，有些時候擴大至「遺漏嚴重犯規」。
首先影像輔助裁判及助理影像輔助裁判會在一間配置多個顯示器的房間觀看相關重播。整個程序可以在主裁判主動要求下啟動，或由影像輔助裁判檢查相關比賽過程來決定是否通知主裁判應否啟動整個程序。在此情況下如果影像輔助裁判並沒有發現異常之處，將不會透過通訊系統回報主裁判；若影像輔助裁判相信比賽過程中出現可能的錯誤，他/她將會將相關情況通知主裁判，主裁判可以選擇：
1. 基於影像輔助裁判的建議改變先前的判決；或
2. 前往球場邊線的特定位置透過指定顯示器觀看重播；或
3. 決定維持原判。

在VAR啟用初期只能夠在主裁判提出質疑才能使用，但之後為了減少誤判，视频助理裁判如有質疑可直接介入而無需等待主裁判提出。
裁判可以暫停進行中的賽事以接收影像輔助裁判的意見或前往邊線觀看重播，但並不應該在任何一方在有明顯進攻優勢時進行。
當裁判示意觀看影像重播或指示經由影像重播後得出的判決改動時，應以食指畫出長方形的外型（意指影像顯示器）。但球員以口头或作出相同手勢向裁判要求影像重播會被黃牌警告，球員進入裁判觀看影像重播的區域也應被黃牌警告，而任何球隊職員進入該區域則會被驅逐離場。

### 视频助理裁判助理
视频助理裁判助理（英語：Assistant video assistant referee，AVAR）是辅助视频助理裁判監察比賽情況的现任或前任裁判，位處於比賽球場內的特別室或球場以外的特別室。视频助理裁判助理的职责包括在视频助理裁判“检查”或“审核”时观看现场实时情况，记录事故，以及通过广播设备传达审核结果。

## 歷史
負責制定足球比赛规则的國際足球協會理事會（IFAB）在其2016年6月的會議上批准測試使用影像裁判。
在2016月8月的一場由兩支美國職業足球大聯盟預備隊對陣之美國足球聯賽賽事中，影像輔助裁判系統進行了現場測試。裁判在該場賽視中使用兩次影像重播，在與影像裁判討論後分別發出了一張紅牌及一張黃牌。影像重播亦於一個月後之由法國對陣意大利之國際友誼賽中使用。
於2016年中於場邊加設了顯示器以容許裁判在場邊觀看即時重播。12月14日之準決賽國民體育會對鹿島鹿角，首次使用影像輔助裁判，判鹿島鹿角獲得一個十二碼，最終鹿島鹿角大勝3比0。
職業足球聯賽於2017年4月7日成為首個使用影像輔助裁判的職業足球聯賽，當日賽事由對陣 ，該場賽事中並沒有使用上影像輔助裁判。首個真正用上影像輔助裁判的職業足球聯賽賽事為翌日舉行之主場對陣之賽事，影像輔助裁判協助辨認出一個於禁區內之手球犯規並判獲得一個十二碼，賽事最終賽和 1–1 。
美國職業足球大聯盟於2017年賽季中後期，即全明星賽後開始使用影像輔助裁判系統。
德国足球甲级联赛及意大利足球甲级联赛亦同樣於2017–18賽季中開始使用VAR。
VAR也用於2017年國際足協U-20世界盃和2017年洲際國家盃 。
2017年南美自由盃亦由準決賽開始開始使用本系統，使VAR推廣至南美洲。
2017年10月22日，中国足球超级联赛也开始引入视频助理裁判，并于2018赛季全面启用。
2017年11月10日，於温布利球场上演之英格蘭與德國之國際友誼賽上試用影像輔助裁判，亦是英國首次。於2018年1月8日，VAR亦首次於英國正式賽事中試用，在2017–18賽季英格蘭足總盃第三圈之對陣水晶宫賽次上首次使用。同月16日進行之第三圈重賽，莱斯特城對弗利特伍德之賽事上，於77分鐘為莱斯特城射進第二球，唯邊審舉旗示意他越位，及後裁判摩斯在該場負責VAR的鍾斯協助下判入球有效，莱斯特城結果以2–0戰勝費列活特晉級，成為英格蘭首個「VAR入球」。
2018年3月3日，IFAB正式將VAR寫入比賽球例中。唯各比賽主辦方亦可各自決定是否使用，英格蘭超級足球聯賽暫時決定不於2018-19球季中使用VAR。同年3月16日國際足協正式准許於2018年俄羅斯世界盃中使用VAR，當中於C組法國對澳洲的賽事，法國前鋒基沙文於55分鐘在禁區內被踢倒，裁判原本未有吹罰，待下個死球出現，VAR裁判團隊召喚裁判翻看片段後，裁判改判罰十二碼。
2018年9月27日，歐洲足協決定於欧洲冠军联赛2019-20球季起使用VAR。同年12月3日，歐洲足協決定於欧洲冠军联赛2018-19球季淘汰賽中使用VAR。
2018年9月27日，中甲联赛决定，将从2019年开始全面引进视频助理裁判（VAR），取代附加助理裁判（底线裁判）。
2019年，泰超联赛引入VAR，但在国际足协及国际足球协会理事会观看2019年泰超使用VAR情况后，指泰超VAR的设定未达标准，比如需要更多镜头更多角度，而非一般转播角度。因此泰超决定暂停使用VAR执法。
2020年1月1日舉行之天皇盃決賽成為日本國內首次使用VAR的足球賽事，並為2020年東京奧運足球賽事引入VAR作準備。儘管日職沒有於同年為國內聯賽引入VAR，最後亦決定在2021年賽季在所有級別的國內聯賽賽事引入此技術。
2023年1月，IFAB决定，主裁判应在做出VAR判决后通过广播向场上观众宣布判决。这一决定于2022年國際足協世界冠軍球會盃上开始测试，并在第一轮开罗国民对奥克兰城的比赛中首先得到应用，中国籍主裁判马宁成为首位公开宣布VAR判决的足球裁判。
2023年，2023–24年香港超級聯賽首次引入視像裁判，因未獲國際足協（FIFA）發出批文，首兩周港超聯賽事將不會有VAR。

## 外部連結
- 國際足協球例 - 2023-2024 來自 香港足球總會
- Experiments with Video Assistant Referees (VARs) 來自 FIFA
- Video Assistant Referees (VARs) Experiment Protocol (Summary) from IFAB